# أم حزم
أم حزم، هي أحد «القرى» التابعة لمنطقة القصيم في المملكة العربية السعودية ، وتعتبر مقصد سياحي لسكان وزوار المنطقة في فصل الربيع، وتمتاز بطبيعة صحراوية وكثبان رملية واسعة ، وما يميزها أكثر هو وجود منتزه المانعية لهواة التطعيس حيث أنها تحظى باهتمام غالبية شباب المملكة وتقام بها فعاليات في الأعياد وفي فصل الربيع تحت إشراف الاتحاد السعودي للسيارات وهيئة السياحة وبلدية محافظة المذنب.

## جغرافياً
وتقع في الجنوب الشرقي من منطقة القصيم ، إلى شرق  المذنب حيث تبعد عنها ب 40 كم، وغرب الغاط حيث تبعد عنها قرابة 48 كم ، وشرقي نفود صعافيق وتبعد عنها 10 كم تقريباً ، وجنوب من محافظة الشماسية حيث تبعد 83 كم.

## التاريخ
تأسست بأمر من عبد العزيز آل سعود ، عام 1345 هجري الموافق 1926 ميلادي. وتعد من أول وأقدم هجر الإخوان، حيث انطلقت منها جيوشهم بقيادة عوض المقهوي .

## الخدمات العامة
1. مركز إداري
2. كهرباء عامة
3. مياه عامة
4. جميعة خيرية

## الخدمات التعليمية
ذكور 
| نوع التعليم | المدارس | الفصول | الطلاب | المعلمين |
| ----------- | ------- | ------ | ------ | -------- |
| ابتدائي عام | 1       | 6      | 78     | 8        |
| متوسط عام   | 1       | 3      | 31     | 5        |

 إناث 
| نوع التعليم | المدارس | الفصول | الطالبات | المعلمات |
| ----------- | ------- | ------ | -------- | -------- |
| ابتدائي عام | 1       | 6      | 61       | 10       |
| متوسط عام   | 1       | 3      | 30       | 7        |
| ثانوي عام   | 1       | 3      | 37       | 14       |
| محو أمية    | 1       | 2      | 3        | 2        |

## الخدمات الصحية
| مراكز الرعاية الصحية | الأطباء | مراكز الإسعاف |
| -------------------- | ------- | ------------- |
| 1                    | 1       | 1             |

## النشاط السكاني
1. الزراعة واهمها : النخيل ، الأعلاف
2. رعي الماشية واهمها : الابل، الأغنام

## آثار أم حزم
- كُشف فيها عن سد أثري يطلق عليه اسم سد حكار، ويتألف هذا السد من جدارين حجريين يمتدان من الجنوب الشرقي إلى الشمال الغربي بطولٍ يمتد 229م، وعرض مترين تقريباً، وارتفاع يصل إلى 1،10م، ويحتوي على فتحاتٍ لخروج مياه السيول اثناء اندفاعها.
- عُثر في موقع السد عل كميات من كسر الفخار التي تتميز باللون الأخضر، حيث يعود تاريخها إلى الفترة الإسلامية المبكرة.[1]

## انظر ايضاً
- القصيم
- السحن

## وصلات خارجية
- نفود أم حزم مقصد رئيس لعشاق السياحة الصحراوية ورياضة التطعيس.